# Papežská kolej

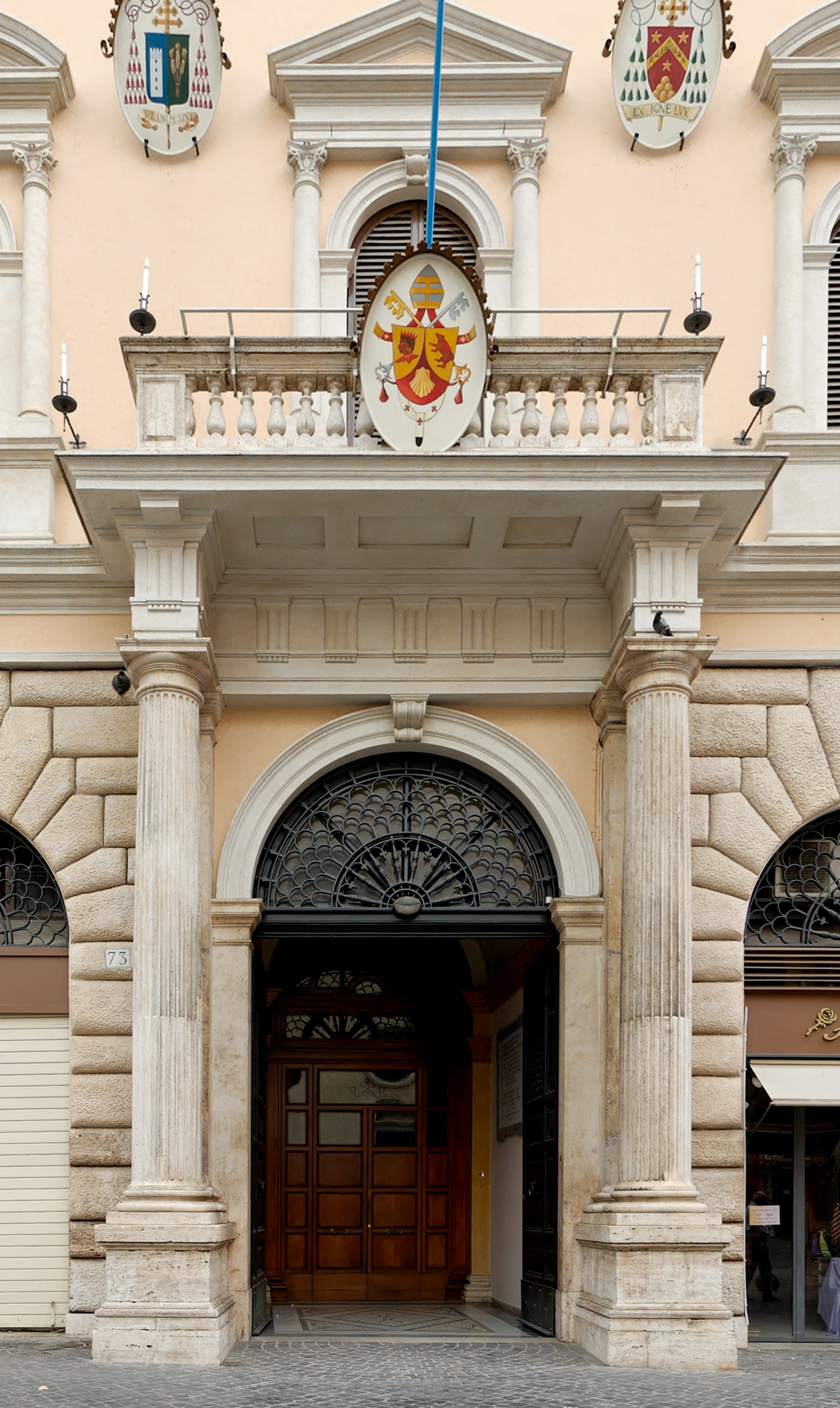
Palác církevní akademie.

Papežské koleje (lat. Pontificium collegium, it. Pontificio collegio) jsou papežem založené semináře pro kandidáty kněžství nebo kněze, kteří se vzdělávají na papežských univerzitách, nejčastěji v Římě. Většina z nich je spravována Kongregací pro katolickou výchovu, pouze některé z nich náleží pod správu Kongregace pro východní církve nebo Kongregace pro evangelizaci národů. Tyto koleje jsou určeny buď výhradně pro formaci kandidátů kněžství (jde tedy o semináře v pravém slova smyslu), nebo i pro kněžské alumny, popřípadě jen pro ně.

## Koleje a semináře pro kandidáty kněžství v Římě
- Pontificia Accademia Ecclesiastica

### Semináře a koleje pro diecézi Řím
1. Papežský římský větší seminář
2. Papežský římský menší seminář
3. Diecézní kolej "Redemptoris Mater"

### Církevní koleje
Církevní koleje závisí na Kongregaci pro katolickou výchovu, pokud není v seznamu zmíněno jinak. Koleje jsou řazeny podle roku založení.
1. 1457:	Kolej Capranica
2. 1552:	Papežská kolej Germanicum-Ungaricum
3. 1577:	Řecká papežská kolej (závisí na Kongregaci pro východní církve)
4. 1579:	Anglická kolej
5. 1600:	Skotská papežská kolej
6. 1627:	Papežská Urbanova kolej „de Propaganda fide“ (závisí na Kongregaci pro evangelizaci národů)
7. 1628:	Irská papežská kolej
8. 1844:	Belgická papežská kolej
9. 1852:	Papežská kolej Beda
10. 1853:	Francouzský papežský seminář
11. 1859:	Severoamerická papežská kolej
12. 1883:	Arménská papežská kolej (závisí na Kongregaci pro východní církve)
13. 1897:	Ukrajinská papežská kolej sv. Josafata (závisí na Kongregaci pro východní církve)
14. 1919:	Etiopská papežská kolej (závisí na Kongregaci pro východní církve)
15. 1929:	Ruská papežská kolej sv. Terezie od Dítěte Ježíše (závisí na Kongregaci pro východní církve)
16. 1937:	Rumunská piánská papežská kolej (závisí na Kongregaci pro východní církve)
17. 1948:	Římská mezinárodní kolej osobní prelatury Opus Dei Santa Croce
18. 1986:	Filosoficko-teologický mezinárodní seminář Jana Pavla II.
19. 1991:	Mezinárodní církevní kolej „Sedes sapientiae“
20. 1991:	Mezinárodní papežská kolej „Maria Mater Ecclesiae“
21. 1991:	Švédská kolej
22. 1993:	Collegium Paulinum

## Koleje a konvikty pro kněžské alumny
1. 1582-4: Polská papežská kolej
2. 1584: Maronitská papežská kolej (závisí na Kongregaci pro východní církve)
3. 1845: Konvikt sv. Ludvíka Francouzů
4. 1858: Latinskoamerická piánská papežská kolej
5. 1859: Německý papežský institut S. Maria dell’Anima
6. 1863: Lombardský papežský seminář svatých Ambrože a Karla
7. 1875: Kněžský konvikt Prokura sv. Sulpice
8. 1876: Kolej Teutonicum S. Maria in Camposanto (kř. archeologie a círk. dějiny)
9. 1884: Papežská kolej Bohemicum
10. 1888: Kanadská papežská kolej
11. 1892: Španělská papežská kolej
12. 1900: Portugalská papežská kolej
13. 1901: Chorvatská papežská kolej sv. Jeronýma
14. 1902: Kněžský institut Maria Immacolata
15. 1910: Polský papežský kněžský institut
16. 1930: Holandská papežská kolej
17. 1934: Brazilská piánská papežská kolej
18. 1938: Leoniánský kněžský konvikt
19. 1940: Institut sv. Jana Damašského (pro kněze z východních indických církví, závisí na Kongregaci pro východní církve)
20. 1940: Maďarský kněžský papežský institut
21. 1945: Kněžský konvikt S. Maria in Monserrato
22. 1946: Papežská kolej sv. apoštola Petra (pro domorodý klérus) (závisí na Kongregaci pro evangelizaci národů)
23. 1948: Litevská papežská kolej svatého Kazimíra
24. 1948: Mezinárodní konvikt sv. Tomáše Akvinského
25. 1953: Dům Panny Marie Pokorné
26. 1958: Polský papežský institut pro církevní studia
27. 1960: Slovinská papežská kolej
28. 1961: Filipínská papežská kolej
29. 1961: Mexická papežská kolej
30. 1963: Mezinárodní kněžská kolej sv. Karla Boromejského
31. 1965: Papežská kolej sv. apoštola Pavla (pro misionáře, OMI; závisí na Kongregaci pro evangelizaci národů)
32. 1983: Kněžský foyer Phát Diêm Vietnamská prokura
33. 1990: Korejská papežská kolej (závisí na Kongregaci pro evangelizaci národů)
34. 1997: Papežská slovenská kolej sv. Cyrila a Metoděje v Římě
35. 1998: Lateránská kolej bl. Jana XXIII.
36. 1998: Ukrajinský papežský institut S. Maria del Patrocinio (závisí na Kongregaci pro východní církve)
37. 2002: Argentinská kněžská kolej
38. 2003: Papežská kolej sv. Efréma (pro kněze ze středního Východu; závisí na Kongregaci pro východní církve)
39. 2003: Kněžská kolej Tiberino
40. 2005: Venezuelská kolej
41. 2005: Kněžské centrum "Maria Mater Ecclesiae"

## Papežské regionální semináře v Itálii
V Itálii se nachází celkem 14 regionálních papežských seminářů.

## Papežský seminář ve Spojených státech amerických
Papežská kolej Josefinum byla založena ve městě Columbus (Ohio).

## Řeholní koleje v Římě
Podle papežské ročenky je v Římě celkem 63 řeholních kolejí, které vychovávají členy jednotlivých řádů.

## Konvikty
V Římě je také šest konviktů, sloužících pro ubytování kněží, řeholníků (i těch v důchodovém věku), nebo těch, kdo mají zájem o život v církevním povolání a chtějí jej prohloubit.